# Philippe Serre
Philippe Serre (Parijs, 4 maart 1901 - aldaar, 18 september 1991), was een Frans politicus.

## Biografie
Philippe Serre was de zoon van een advocaat. Hij studeerde rechten aan de Sorbonne (Parijs). Hij studeerde ook aan de École Libre des Sciences Politiques. Hij was vervolgens werkzaam als advocaat en bij het gerechtshof van Parijs (1927). Van 1929 tot 1930 was hij secretaris van de Vergadering van Advocaten.
Serre was een overtuigd pacifist en sloot zich aan bij de links-christelijke Ligue de la Jeune République (JR, Liga van de Jonge Republiek). In 1933 werd hij voor het departement Meurthe-et-Moselle in de Kamer van Afgevaardigden gekozen. In 1936 werd hij, als lid van het Volksfront, herkozen. In de Volksfrontkabinetten-Chautemps en Blum was hij staatssecretaris van Arbeid (22 juni 1937 - 18 januari 1938; 13 maart - 10 april 1938) en van Immigratie (10 januari - 13 april 1938).
Serre was als kamerlid van diverse kamercommissies, o.a. van de commissie die het Stavisky-schandaal onderzocht.
Op 10 juli 1940 stemde hij als kamerlid tegen het verlenen van uitgebreide bevoegdheden aan maarschalk Philippe Pétain. Hij keerde zich fel tegen het Vichy-bewind en nam deel aan de activiteiten van het Verzet.
Na de Tweede Wereldoorlog weigerde Serre zich aan te sluiten bij de christendemocratische Mouvement Républicain Populaire (MRP, Republikeinse Volksbeweging). Hij weigerde verder om lid te worden van de socialistische Section Française de l'Internationale Ouvrière (SFIO, Franse Sectie van de Arbeiders Internationale), welke partij hij te dogmatisch vond. Later stapte hij uit de politiek.